# Galium carterae
Galium carterae är en måreväxtart som beskrevs av Lauramay Tinsley Dempster. Galium carterae ingår i släktet måror, och familjen måreväxter. Inga underarter finns listade i Catalogue of Life.